# Șopârlă
Șopârlă este numele generic dat unui grup de reptile din ordinul Sqamanta ce cuprinde peste 6.000 de specii. În mod tipic au pielea verde-cenușie sau pestriță, cu capul și abdomenul acoperite cu plăci cornoase, cu corpul aproape cilindric, sprijinit pe patru picioare scurte, îndreptate în afară, cu coada lungă, subțiată spre vârf, regenerabilă.
Șopârla are o piele cărnoasă, îngroșată ce formează solzi mici si o protejează de uscăciune. Ochii sunt protejați de o membrană subțire, transparentă. Auzul este bine dezvoltat, la fel și mirosul. Pe maxilare șopârla are numeroși dinți conici, concrescuți cu maxilarul. Limba este musculoasă, mobilă, bifurcată la vârf și poate fi ușor proiectată afară. Membrele sunt scurte, așezate pe laturile corpului, îndreptate lateral, dar nu servesc la mers, ci la agățare de asperitățile solului si cățărare.
Deplasarea se face prin ondulațiile corpului, șopârla sprijinindu-se pe membrele posterioare și pe coadă. Șopârla se târăște, deci este un animal târâtor. Șopârla se hrănește cu insecte, păienjeni și râme. Este totuși un animal insectivor. Organele digestive sunt bine dezvoltate. Are tub digestiv și glande anexe. Respirația este pulmonară. Căile respiratorii sunt bine diferențiate. Plămânii sunt ca niște saci cu pereți cutați. Temperatura corpului este variabilă. Iarna se ascund în gropi și stau în amorțire până primăvara.
Șopârla este în general carnivoră, respectiv insectivoră. I se mai spune popular gușter. Mediul de viață este terestru, respectiv acvatic (secundar). În special se află în zone de la câmpii până în zona de munte (în locuri însorite). Culoarea ei este adaptată mediului. Se înmulțește prin ouă cu coaja calcaroasă, prin fecundație internă.
Cele mai variate și răspândite specii de reptile care trăiesc în prezent sunt șopârlele. Se cunosc circa 3000 de specii, ce sunt grupate în 23 de familii.
Pot trăi în orice mediu, majoritatea preferând zona intertropicală. Datorită iuțelii și a capacității de a se cățăra (pot urca până la 4000 m altitudine), șopârlele pot evita mulți prădători.
Dimensiunea șopârlelor variază în functie de specie și de sex. Astfel, există specii care au o lungime mai mică de 2 cm, la polul opus aflându-se dragonul de Komodo, a cărui lungime poate ajunge la 3 m. În general, coada șopârlelor este mai lungă decât corpul, care este acoperit cu solzi mărunți.
Solzii dorsali sunt dispuși pe 8-12 rânduri, au forma ovală sau hexagonală și sunt bine diferențiați de solzii dorso-laterali. Coada este acoperită de solzi înguști și drepți.
Șopârlele au patru picioare scurte, aduse pe lângă corp, cu câte cinci degete fiecare, dar există și specii fără picioare.
În general, șopârlele prezintă 10-17 pori femurali de fiecare parte și între 6-8 siruri longitudinale. Pliul gâtului este mai mult sau mai puțin vizibil, iar limba se termină cu 2 lobi scurți, rotunjiți.
Față de șerpi, șopârlele prezintă deschizături pentru urechi, pleoape mobile și maxilare mult mai putin flexibile, strâns articulate cu craniul.
În cazul capturării, multe specii sunt gata să muște, dar există specii ce nu au dinți veninoși.
Înainte de împerechere, masculul de șopârlă își poate schimba culoarea sau își ridică faldurile ce sunt dispuse în jurul gâtului.
Reproducerea are loc în luna iunie, prin depunerea a 5-14 ouă de culoare alb-gălbui, ușor cilindrice, lungi de 12–14 mm. Clocirea durează în jur de 2 luni, chiar 90 de zile în cazul în care temperatura este devaforabilă. Ouăle cresc în volum în timpul clocitului, devenind cenușii, iar prin august-septembrie ies puii.
Femelele sunt apte pentru reproducere după 3 ani, pe când masculii după 2 ani.
Șopârlele inelate  sunt reptile strâns înrudite cu șerpii și se hrănesc cu mici nevertebrate. Craniul lor este lat, coada scurtă, iar plămânul scurt dezvoltat. Ele trăiesc în Africa, Orientul Mijlociu, America de Sud și se hrănesc cu râme, muște, omizi.
Cea mai mare specie de șopârlă este dragonul de Komodo. Cu toate că are o greutate de până la 125 kg și o lungime de circa 3 metri, se poate deplasa incredibil de rapid. Animalele prinse nu au nici o șansă de viață, deoarece dragonul de Komodo are maxilare puternice și gheare care îi permit să ucidă rapid.

## Clasificare
Subordinul Lacertilia (Sauria)
- Familia †Bavarisauridae
- Familia †Eichstaettisauridae
- Infraordinul Iguania
  - Familia Agamidae
  - Familia †Arretosauridae
  - Familia †Euposauridae
  - Familia Corytophanidae
  - Familia Iguanidae (iguane)
  - Familia Phrynosomatidae
  - Familia Polychrotidae
    - Familia Leiosauridae

  - Familia Tropiduridae
    - Familia Liolaemidae
    - Familia Leiocephalidae

  - Familia Crotaphytidae
  - Familia Opluridae
  - Familia Hoplocercidae
  - Familia †Priscagamidae
  - Familia †Isodontosauridae
  - Familia Agamidae
  - Familia Chamaeleonidae (cameleoni)
- Infraordinul Gekkota
  - Familia Gekkonidae
  - Familia Pygopodidae
  - Familia Dibamidae
- Infraordinul Scincomorpha
  - Familia †Paramacellodidae
  - Familia †Slavoiidae
  - Familia Scincidae
  - Familia Cordylidae
  - Familia Gerrhosauridae
  - Familia Xantusiidae
  - Familia Lacertidae
  - Familia †Mongolochamopidae
  - Familia †Adamisauridae
  - Familia Teiidae
  - Familia Gymnophthalmidae
- Infraordinul Diploglossa
  - Familia Anguidae
  - Familia Anniellidae
  - Familia Xenosauridae
- Infraordinul Platynota (Varanoidea)
  - Familia Varanidae
  - Familia Lanthanotidae
  - Familia Helodermatidae
  - Familia †Mosasauridae